# Hakha
Hakha (burmesiska: ဟားခါးမြို့) är en stad i Myanmar, och är huvudstad i delstaten Chin, i den nordvästra delen av landet. Hakha ligger cirka 400 km nordväst om huvudstaden Naypyidaw, och är belägen 1 723 meter över havet. Folkmängden uppgår till cirka 25 000 invånare.

## Geografi
Terrängen runt Hakha är kuperad åt nordväst, men åt sydost är den bergig. Runt Hakha är det glesbefolkat, med 12 invånare per kvadratkilometer. I omgivningarna runt Hakha växer huvudsakligen savannskog.